# Juliet Blake
Juliet Blake est une productrice américaine.

## Filmographie

### Cinéma
- 2014 : Les Recettes du bonheur

### Télévision
- 1988 : 1st Exposure (1 épisode)
- 1990 : Paramount City (1 épisode)
- 1994 : HBO Comedy Half-Hour (1 épisode)
- 1994 : Out There 2 (téléfilm)
- 1995 : Out There in Hollywood (téléfilm)
- 2000 : Beast (3 épisodes)
- 2001-2003 : Farscape (33 épisodes)
- 2002 : Joyeux Muppet Show de Noël (téléfilm)
- 2006 : Hunter and Hunted (1 épisode)

## Récompenses et nominations
- CableACE Awards 1993 : Meilleure émission spéciale ou série comique de stand-up pour Paramount City
- CableACE Awards 1994 : Meilleure série comique de stand-up pour Paramount City
- CableACE Awards 1995 : Meilleure émission spéciale comique de stand-up pour HBO Comedy Half-Hour